# Courtelary
Courtelary é uma comuna da Suíça, localizada no Cantão de Berna, com 1.270 habitantes, de acordo com o censo de 2010 . Estende-se por uma área de 22,17 km², de densidade populacional de 57 hab/km². Confina com as seguintes comunas: Cormoret, Nods, Cortébert, Mont-Tramelan, Les Breuleux e La Chaux-des-Breuleux.
A língua oficial nesta comuna é o francês, uma vez que Courtelary está localizada na parte do cantão denominada Jura Bernense (Jura Bernois), que é a sua porção francófona, sendo a capital do Jura Bernense.

## Idiomas
De acordo com o censo de 2000, a maioria da população fala francês (82,8%), sendo o alemão a segunda língua mais comum, com 11,1%, e, em terceiro lugar, o italiano, com 1,9%.